# Australymexylon
Australymexylon es un género de escarabajos de la familia Lymexylidae, que contiene las siguientes especies:
- Australymexylon australe Erichson, 1842
- Australymexylon fuscipennis (Lea, 1912)